# Mr. Irrelevant

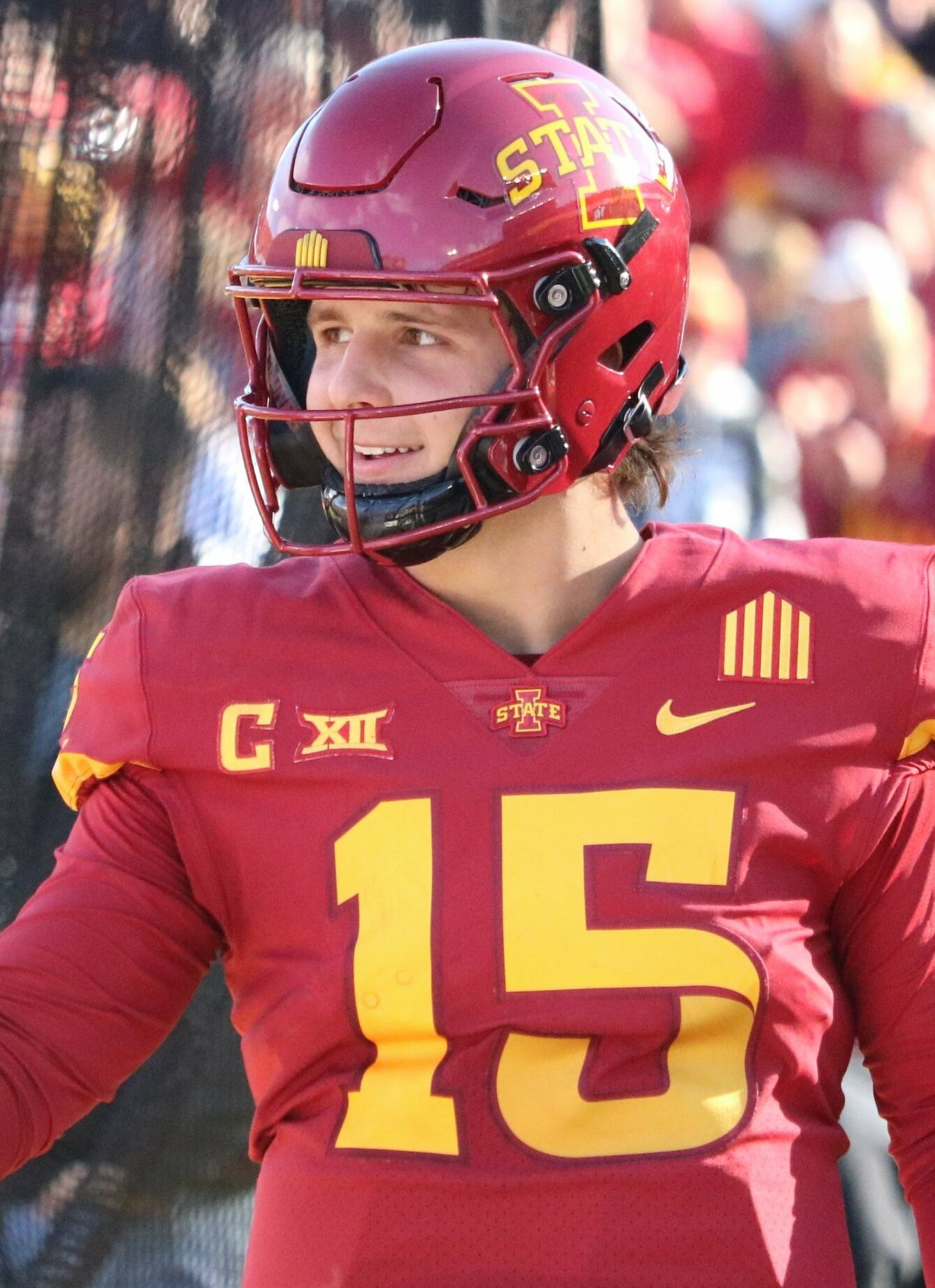
Brock Purdy, draftado em 2022 como "Senhor Irrelevante", acabou se tornando titular do San Francisco 49ers e levou a equipe a um Super Bowl na temporada de 2023.

Mr. Irrelevant (ou "Senhor Irrelevante") é o último jogador escolhido no Draft da NFL. Ele sempre acaba chamando a atenção exatamente por não ter chamado muito a atenção, tecnicamente falando, dos times da liga.
Esta "alcunha" foi criada somente em 1976. Como tradição, desde então o Mr. Irrelevant é o convidado de honra da chamada "Irrelevant Week", que é uma celebração realizada por uma semana em Newport Beach, na Califórnia, onde ele ganha o "Lowsman Trophy" (Troféu Lowsman) em um jantar especial. O criador desta semana foi Paul Salata, um ex-jogador da NFL que todos os anos anuncia a última escolha.

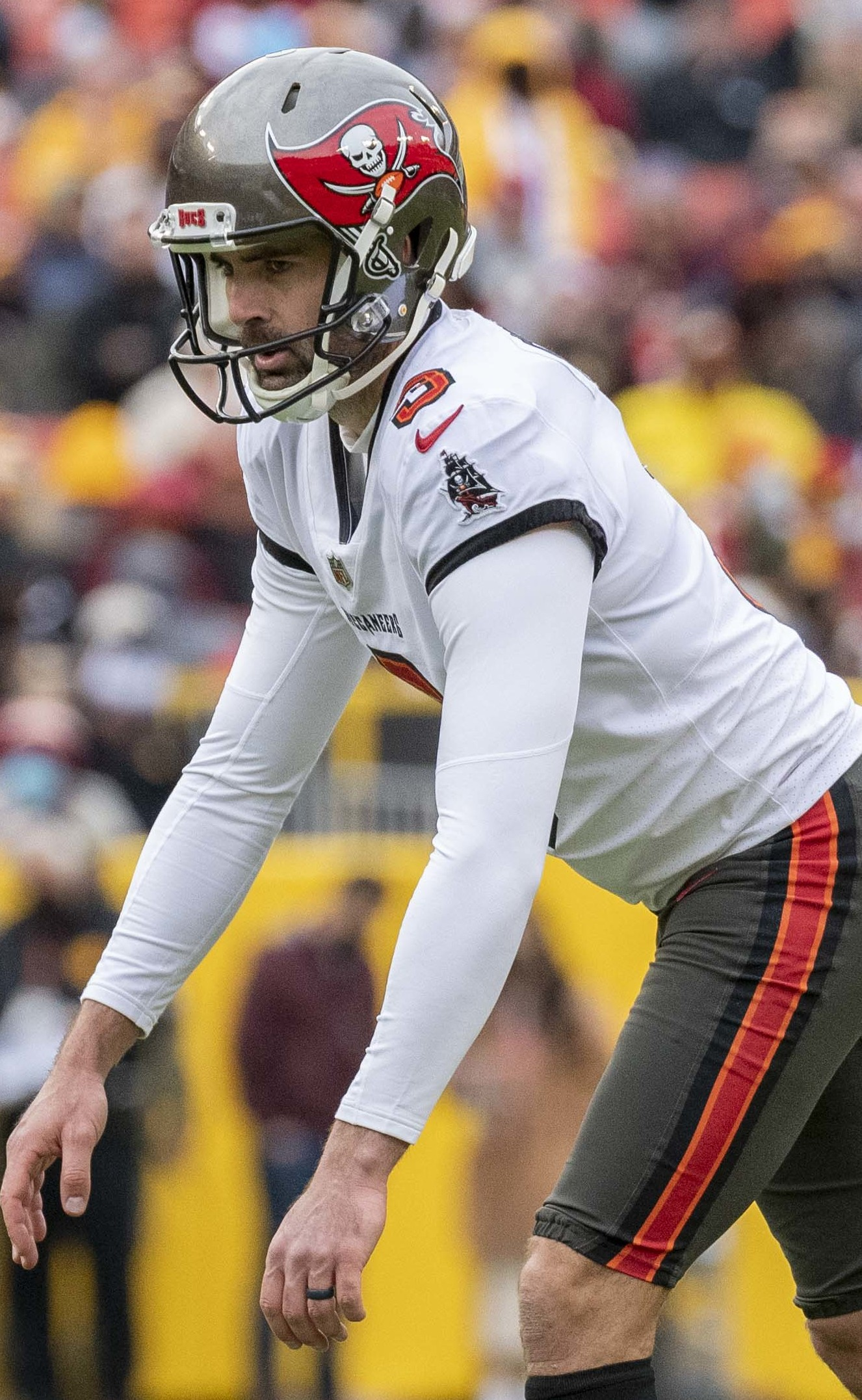
Ryan Succop, o Sr. Irrelevante do draft da NFL de 2009 e campeão do Super Bowl LV.

Ao contrário de algumas previsões pessimistas, no entanto, existe alguns jogadores que ganharam este título, mas que acabaram fazendo uma carreira bem sólida. Como exemplo, pode-se citar o caso de Marty Moore (Mr. Irrelevant de 1994) que tornou-se o primeiro jogador a participar do Super Bowl,(com o New England Patriots no Super Bowl XXXI, disputado em 1997).

## Irrelevant Week
A chamada "Irrelevant Week" é uma celebração realizada por uma semana em Newport Beach, na Califórnia, onde o Mr. Irrelevant ganha o "Lowsman Trophy" (Troféu Lowsman) em um jantar especial. O criador desta semana foi Paul Salata, um ex-jogador da NFL que todos os anos anuncia a última escolha.
A "Irrelevant Week" deu tanta publicidade ao "Mr. Irrelevant" que, em 1979, os Los Angeles Rams, que tinha a penúltima escolha, passou esta escolha intencionalmente para os Pittsburgh Steelers, que tinha direito à última escolha, escolher primeiro. Porém, os Steelers também queriam a publicidade dada ao "Mr. Irrelevant", e "devolveram a gentileza" aos Rams. As duas equipes continuaram "devolvendo as gentilezas" até que o comissário da NFL, Pete Rozelle, forçasse as equipes a escolherem. Este incidente levou à criação da chamada "Salata Rule" "regra Salata", que proíbe qualquer equipe de passar adiante sua vez para obter a escolha final.

### Lowsman Trophy
O último jogador escolhido no Draft da NFL, além de receber a "alcunha" de Mr. Irrelevant, é agraciado também com o "Lowsman Trophy", que é uma pequena estátua de bronze de um jogador fazendo o chamado Fumble (ou seja, perdendo a posse da bola).

## Lista dosMr. Irrelevantpor ano
| Ano  | Rodada | Escolha | Número | Jogador              | Equipe     | Posição | College            |
| ---- | ------ | ------- | ------ | -------------------- | ---------- | ------- | ------------------ |
| 1936 | 9      | 9       | 81     | Phil Flanagan        | Giants     | G       | Holy Cross         |
| 1937 | 10     | 10      | 100    | Solon Holt           | Rams       | G       | TCU                |
| 1938 | 12     | 10      | 110    | Ferd Dreher          | Bears      | E       | Denver             |
| 1939 | 22     | 5       | 200    | Jack Rhodes          | Giants     | G       | Texas              |
| 1940 | 22     | 5       | 200    | Myron Claxton        | Giants     | T       | Whittier           |
| 1941 | 22     | 2       | 204    | Mort Landsberg       | Steelers   | B       | Cornell            |
| 1942 | 22     | 5       | 200    | Stu Clarkson         | Bears      | C       | Texas A&I          |
| 1943 | 32     | 5       | 300    | Bo Bogovich          | Redskins   | G       | Delaware           |
| 1944 | 32     | 6       | 330    | Walton Roberts       | Yanks      | B       | Texas              |
| 1945 | 32     | 6       | 330    | Billy Joe Aldridge   | Packers    | B       | Oklahoma A&M       |
| 1946 | 32     | 5       | 300    | John West            | Rams       | B       | Oklahoma           |
| 1947 | 32     | 7       | 300    | Don Clayton          | Giants     | B       | North Carolina     |
| 1948 | 32     | 7       | 300    | Bill Fischer         | Cardinals  | G       | Notre Dame         |
| 1949 | 25     | 10      | 251    | John (Bull) Schweder | Eagles     | G       | Pennsylvania       |
| 1950 | 30     | 13      | 391    | Dud Parker           | Eagles     | B       | Baylor             |
| 1951 | 30     | 11      | 362    | Sisto Averno         | Browns     | G       | Muhlenberg         |
| 1952 | 30     | 11      | 360    | John Saban           | Browns     | B       | Xavier             |
| 1953 | 30     | 11      | 360    | Hal Maus             | Lions      | E       | Montana            |
| 1954 | 30     | 11      | 360    | Ellis Horton         | Lions      | B       | Eureka (IL)        |
| 1955 | 30     | 11      | 360    | Lamar Leachman       | Browns     | C       | Tennessee          |
| 1956 | 30     | 11      | 360    | Bob Bartholomew      | Browns     | T       | Wake Forest        |
| 1957 | 30     | 11      | 360    | Don Gest             | Giants     | E       | Washington State   |
| 1958 | 30     | 11      | 360    | Tommy Bronson        | Lions      | B       | Tennessee          |
| 1959 | 30     | 12      | 360    | Blair Weese          | Colts      | B       | West Virginia Tech |
| 1960 | 20     | 12      | 240    | Bill Gorman          | Giants     | T       | McMurry            |
| 1961 | 20     | 14      | 280    | Jacque MacKinnon     | Eagles     | B       | Colgate            |
| 1962 | 20     | 14      | 280    | Mike Snodgrass       | Packers    | C       | Western Michigan   |
| 1963 | 20     | 14      | 280    | Bobby Brezina        | Packers    | B       | Houston            |
| 1964 | 20     | 14      | 280    | Dick Niglio          | Bears      | RB      | Yale               |
| 1965 | 20     | 14      | 280    | George Haffner       | Colts      | QB      | McNeese State      |
| 1966 | 20     | 15      | 305    | Tom Carr             | Colts      | T       | Morgan State       |
| 1967 | 17     | 26      | 445    | Jimmy Walker         | Saints     | WR      | Providence         |
| 1968 | 17     | 27      | 462    | Jimmy Smith          | Bengals    | TE      | Jackson State      |
| 1969 | 17     | 26      | 442    | Fred Zirkie          | Jets       | DT      | Duke               |
| 1970 | 17     | 26      | 442    | Rayford Jenkins      | Chiefs     | DB      | Alcorn A&M         |
| 1971 | 17     | 26      | 442    | Charles Hill         | Raiders    | WR      | Sam Houston State  |
| 1972 | 17     | 26      | 442    | Alphonso Cain        | Cowboys    | DT      | Bethune-Cookman    |
| 1973 | 17     | 26      | 442    | Charles Wade         | Dolphins   | WR      | Tennessee State    |
| 1974 | 17     | 26      | 442    | Ken Dickerson        | Dolphins   | DB      | Tuskegee           |
| 1975 | 17     | 26      | 442    | Stan Hegener         | Steelers   | G       | Nebraska           |
| 1976 | 17     | 28      | 487    | Kelvin Kirk          | Steelers   | WR      | Dayton             |
| 1977 | 12     | 27      | 335    | Jim Kelleher         | Vikings    | RB      | Colorado           |
| 1978 | 12     | 28      | 334    | Lee Washburn         | Cowboys    | G       | Montana State      |
| 1979 | 12     | 27      | 330    | Mike Almond          | Steelers   | WR      | Northwestern State |
| 1980 | 12     | 28      | 333    | Tyrone McGriff       | Steelers   | G       | Florida A&M        |
| 1981 | 12     | 28      | 332    | Phil Nelson          | Raiders    | TE      | Delaware           |
| 1982 | 12     | 28      | 334    | Tim Washington       | 49ers      | DB      | Fresno State       |
| 1983 | 12     | 28      | 335    | John Tuggle          | Giants     | RB      | California         |
| 1984 | 12     | 28      | 336    | Randy Essington      | Raiders    | QB      | Colorado           |
| 1985 | 12     | 28      | 336    | Donald Chumley       | 49ers      | DT      | Georgia            |
| 1986 | 12     | 28      | 333    | Mike Travis          | Chargers   | DB      | Georgia Tech       |
| 1987 | 12     | 28      | 335    | Norman Jefferson     | Packers    | DB      | LSU                |
| 1988 | 12     | 28      | 333    | Jeff Beathard        | Rams       | WR      | Southern Oregon    |
| 1989 | 12     | 28      | 335    | Everett Ross         | Vikings    | WR      | Ohio State         |
| 1990 | 12     | 27      | 331    | Demetrius Davis      | Raiders    | TE      | Nevada             |
| 1991 | 12     | 28      | 334    | Larry Wanke          | Giants     | QB      | John Carroll       |
| 1992 | 12     | 28      | 336    | Matt Elliott         | Redskins   | C       | Michigan           |
| 1993 | 8      | 28      | 224    | Daron Alcorn         | Buccaneers | K       | Akron              |
| 1994 | 7      | 28      | 222    | Marty Moore          | Patriots   | LB      | Kentucky           |
| 1995 | 7      | 41      | 249    | Michael Reed         | Panthers   | DB      | Boston College     |
| 1996 | 7      | 45      | 254    | Sam Manuel           | 49ers      | LB      | New Mexico State   |
| 1997 | 7      | 39      | 240    | Ronnie McAda         | Packers    | QB      | Army               |
| 1998 | 7      | 52      | 241    | Cam Quayle           | Ravens     | TE      | Weber State        |
| 1999 | 7      | 47      | 253    | Jim Finn             | Bears      | RB      | Pennsylvania       |
| 2000 | 7      | 48      | 254    | Michael Green        | Bears      | DB      | Northwestern State |
| 2001 | 7      | 46      | 246    | Tevita Ofahengaue    | Cardinals  | TE      | Brigham Young      |
| 2002 | 7      | 50      | 261    | Ahmad Miller         | Texans     | DT      | UNLV               |
| 2003 | 7      | 48      | 262    | Ryan Hoag            | Raiders    | WR      | Gustavus Adolphus  |
| 2004 | 7      | 54      | 255    | Andre Sommersell     | Raiders    | LB      | Colorado State     |
| 2005 | 7      | 41      | 255    | Andy Stokes          | Patriots   | TE      | William Penn       |
| 2006 | 7      | 47      | 255    | Kevin McMahan        | Raiders    | WR      | Maine              |
| 2007 | 7      | 45      | 255    | Ramzee Robinson      | Lions      | CB      | Alabama            |
| 2008 | 7      | 45      | 252    | David Vobora         | Rams       | OLB     | Idaho              |
| 2009 | 7      | 47      | 256    | Ryan Succop          | Chiefs     | K       | South Carolina     |
| 2010 | 7      | 48      | 255    | Tim Toone            | Lions      | WR      | Weber State        |
| 2011 | 7      | 53      | 254    | Cheta Ozougwu        | Texans     | DE      | Rice               |
| 2012 | 7      | 46      | 253    | Chandler Harnish     | Colts      | QB      | NIU                |
| 2013 | 7      | 48      | 254    | Justice Cunningham   | Colts      | TE      | South Carolina     |
| 2014 | 7      | 41      | 256    | Lonnie Ballentine    | Texans     | S       | Memphis            |
| 2015 | 7      | 39      | 256    | Gerald Christian     | Cardinals  | TE      | Louisville         |
| 2016 | 7      | 32      | 253    | Kalan Reed           | Titans     | CB      | Southern Miss      |
| 2017 | 7      | 35      | 253    | Chad Kelly           | Broncos    | QB      | Ole Miss           |
| 2018 | 7      | 38      | 256    | Trey Quinn           | Redskins   | WR      | SMU                |
| 2019 | 7      | 40      | 254    | Caleb Wilson         | Cardinals  | TE      | UCLA               |
| 2020 | 7      | 41      | 255    | Tae Crowder          | Giants     | LB      | Georgia            |
| 2021 | 7      | 31      | 259    | Grant Stuard         | Buccaneers | LB      | Houston            |
| 2022 | 7      | 41      | 262    | Brock Purdy          | 49ers      | QB      | Iowa State         |
| 2023 | 7      | 42      | 259    | Desjuan Johnson      | Rams       | DE      | Toledo             |
| 2024 | 7      | 37      | 257    | Jaylen Key           | Jets       | S       | Alabama            |
| 2025 | 7      | 41      | 257    | Kobee Minor          | Patriots   | CB      | Memphis            |